# Horst Meyer
Horst Meyer (ur. 20 czerwca 1941 w Hamburgu, zm. 1 stycznia 2020 na Lanzarote) – niemiecki wioślarz reprezentujący RFN, dwukrotny medalista olimpijski.

## Kariera
Wystąpił na igrzyskach olimpijskich w Tokio w 1964, gdzie Wspólna Reprezentacja Niemiec w składzie: Klaus Aeffke, Klaus Bittner, Karl-Heinrich von Groddeck, Hans-Jürgen Wallbrecht, Klaus Behrens, Jürgen Schröder, Jürgen Plagemann, Horst Meyer i Thomas Ahrens zdobyła srebrny medal w ósemkach. W wyścigu finałowym o 5,06 sekundy przegrali z osadą USA, a o 1,82 sekundy wyprzedzili osadę Czechosłowacji. Na rozgrywanych cztery lata później igrzyskach olimpijskich w Meksyku Horst Meyer, Dirk Schreyer, Rüdiger Henning, Wolfgang Hottenrott, Lutz Ulbricht, Egbert Hirschfelder, Jörg Siebert, Niko Ott, Gunther Tiersch i Roland Böse w tej samej konkurencji zdobyli złoty medal. W finale o 0,98 sekundy wyprzedzili osadę Australii i o 2,11 sekundy osadę ZSRR.
W tej samej konkurencji zdobył złote medale na mistrzostwach świata w Lucernie w 1962 i mistrzostwach świata w Bledzie w 1966. 
Ponadto zwyciężał w ósemkach na mistrzostwach Europy w Kopenhadze (1963), mistrzostwach Europy w Amsterdamie (1964), mistrzostwach Europy w Duisburgu (1965) i mistrzostwach Europy w Vichy (1967).
Podczas ceremonii otwarcia igrzysk olimpijskich w Monachium w 1972 zachodnioniemiecka ósemka wniosła flagę olimpijską na Olympiastadion München.
Kilkukrotnie zdobywał mistrzostwo kraju: w ósemkach w latach 1962-1968. W 1964 został odznaczony Srebrnym Liściem Laurowym, najwyższym sportowym odznaczeniem państwowym. Po zakończeniu kariery studiował ekonomię, a następnie zajmował się doradztwem finansowym. Był też kilkakrotnie wybierany do Komitetu Olimpijskiego RFN.